# Paradoxe du crocodile
Le paradoxe du crocodile est un paradoxe auto-référentiel de la même famille que celui du menteur.

## Énoncé du paradoxe
On peut énoncer le paradoxe ainsi :
Un crocodile s'empare d'un bébé et dit à la mère : « si tu devines ce que je vais faire, je te rends le bébé, sinon je le dévore. »
En supposant que le crocodile tienne parole, que doit dire la mère pour que le crocodile rende l'enfant à sa mère ?
Une réponse usuelle de la mère est : « Tu vas le dévorer ! »
Si le crocodile dévorait l'enfant, la mère aurait deviné juste et le crocodile devrait rendre l'enfant.
Si le crocodile rendait l'enfant, la mère se serait trompée et le crocodile devrait le dévorer.
Dans les deux cas, le crocodile ne peut pas tenir parole et se trouve face à un paradoxe.
Selon Lewis Carroll, le crocodile mangera l'enfant, car c'est dans sa nature. Ce paradoxe a été raconté par Lucien de Samosate, qui le met dans la bouche du stoïcien Chrysippe, dans le dialogue Les sectes à l'encan.
Ce sophisme crocodilien est rapporté par Quintilien dans son Extrait d'Institution oratoire, auteur latin du Ier siècle.

## Le vrai et le faux
Ce paradoxe est similaire au paradoxe du menteur, dans le sens que si on veut que l'affirmation soit vraie, elle devient fausse et si on veut qu'elle soit fausse, elle devient vraie.
Il existe une réponse plus subtile de la mère, qui est : « Tu vas dévorer mon enfant ou tu vas me le rendre ! »
Le crocodile ne peut pas tenir parole et dévorer l'enfant. Sa seule possibilité de tenir parole est de rendre l'enfant. Dans ce cas, la mère aura bien prédit ce que le crocodile fera.
Ce genre de situation est appelé « logique coercitive » par Raymond Smullyan dans son livre Les énigmes de Shéhérazade. Les exemples qu'il donne dans son chapitre « La grande question » correspondent exactement à la situation du paradoxe du crocodile.